# HeritageForAll
HeritageForAll (deutsch Kulturerbe für alle) ist eine ägyptische Initiative, die sich mit dem Erhalt von Kulturerbe und Museumsmanagement befasst.
Die Initiative wurde 2017 vom ICOMOS-ICTC-Mitglied Mohamed Badry ins Leben gerufen. Auf ihrer virtuellen Plattform werden aktuelle Aspekte zum Erhalt von Kulturgütern und der Museologie vermittelt. Die Plattform bietet auch Workshops und Schulungen an, um die Qualifikationen junger Fachleute zu verbessern. In Zukunft will HeritageForAll auch als Beratungsstelle fungieren, die Kulturerbestätten und Museen anwendbare Empfehlungen und Vorschläge unterbreitet.
HeritageForAll wurde im März 2018 auf einer Konferenz der ISESCO als eine der besten internationalen Initiativen ausgezeichnet. Die Initiative wird von verschiedenen internationalen Organisationen unterstützt wie dem Arab Council for the Social Sciences (ACSS), der schwedischen Entwicklungshilfeorganisation Sida, der vom UNESCO-Büro in Neu-Delhi unterstützten Initiative GoUNESCO und dem australischen ICOMOS-Komitee.